# Gaetano Quagliariello

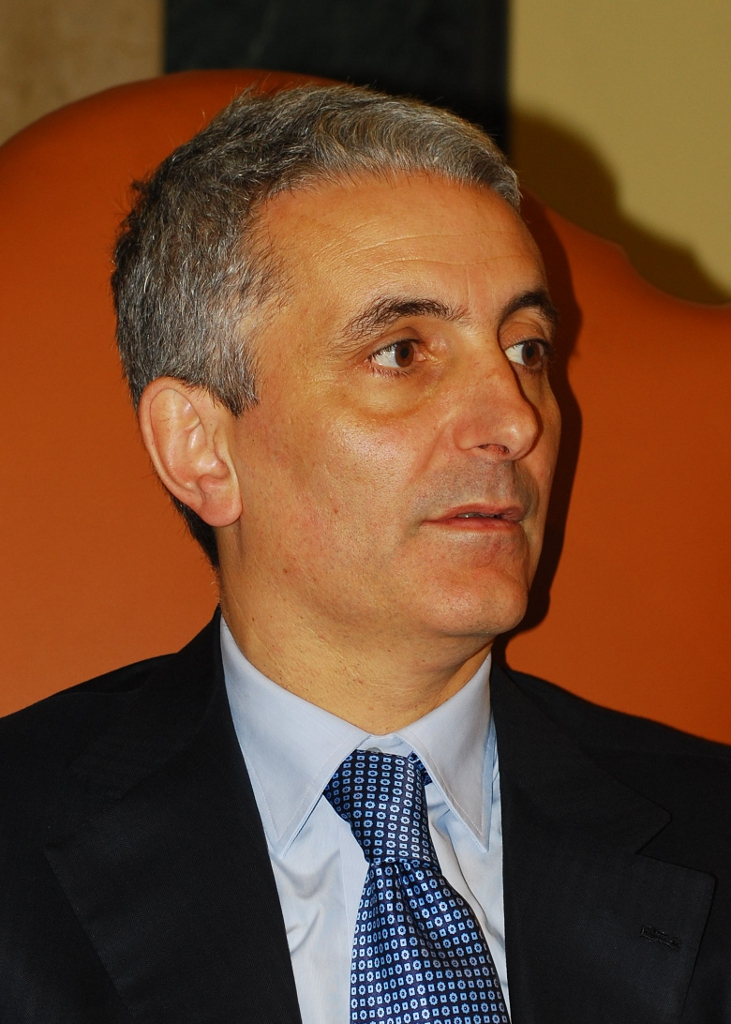
Gaetano Quagliariello (2010)

Gaetano Quagliariello (* 23. April 1960 in Neapel) ist ein italienischer Politikwissenschaftler, Zeithistoriker und Politiker. Er ist seit 2006 Mitglied des italienischen Senats und war von 2013 bis 2014 Minister für Verfassungsreformen. Seit 2015 ist er Vorsitzender der Kleinpartei Identità e Azione (IDEA).

## Leben
Gaetano Quagliariello ist der Sohn des Biochemieprofessors Ernesto Quagliariello, der 1970–77 Rektor der Universität Bari und anschließend Präsident des Nationalen Forschungsrats CNR war. Er selbst absolvierte ein Studium der Politikwissenschaft an der Universität Bari. Seither ist er als Hochschuldozent tätig, zunächst an den Universitäten L’Aquila und Bologna, seit 1996 an der Privatuniversität LUISS in Rom, wo er eine ordentliche Professur für politische Zeitgeschichte sowie die Theorie und Geschichte politischer Parteien und Bewegungen innehat.
In den 1980er-Jahren engagierte sich Quagliariello bei der Partito Radicale, deren stellvertretender Vorsitzender er bis 1982 war. Mit den Philosophen Lucio Colletti und Marcello Pera, dem Historiker Piero Melograni sowie dem Journalisten und Abgeordneten Marco Taradash bildete er 1995/96 die Convenzione per la riforma liberale („Konvent für die liberale Reform“). Von 1994 bis 2009 war er Mitglied der Partei Forza Italia (FI), anschließend bis 2013 der Nachfolgepartei Il Popolo della Libertà (PdL). Als Marcello Pera von 2001 bis 2006 Senatspräsident war, stand ihm Quagliariello als Berater für Kulturfragen zur Seite. Bei der Parlamentswahl 2006 wurde er selbst für die FI in den Senat gewählt. Dort war er 2007–08 Mitglied des Fraktionsvorstands, nach seiner Wiederwahl 2008 bis 2013 stellvertretender Vorsitzender der PdL-Fraktion.
Im Kabinett Letta („Große Koalition“) war er von April 2013 bis Februar 2014 Minister für Verfassungsreformen. Als sich PdL im November 2013 spaltete, wechselte Quagliariello zur Partei Nuovo Centrodestra (NCD), die – anders als die wiedererstandene Forza Italia von Silvio Berlusconi – die Koalition mit der Partito Democratico unter Letta fortsetzte. Bei der Kabinettsumbildung im Februar 2014 verlor Quagliariello sein Ministeramt dennoch an Maria Elena Boschi. Anschließend fungierte er als nationaler Koordinator der NCD. Quagliariello steht zudem der 2004 gegründeten liberal-konservativen Denkfabrik Fondazione Magna Carta vor.
Im November 2015 verließ er gemeinsam mit Carlo Giovanardi sowie je zwei weiteren Senatoren und Abgeordneten die NCD und wurde Parteivorsitzender der neu gegründeten Partei Identità e Azione (IDEA). Diese verließ – im Gegensatz zur NCD – die Koalition mit der PD unter Matteo Renzi und strebte stattdessen eine Mitte-rechts-Koalition an. Sie bildete im Senat eine Fraktionsgemeinschaft mit weiteren kleinen Mitte-rechts-Parteien, die sich Federazione della Libertà nannte und deren Fraktionsvorsitzender Quagliariello von Mai 2017 bis zum Ende der Legislaturperiode im März 2018 war. Zur Parlamentswahl 2018 trat IDEA auf einer gemeinsamen Liste mit anderen kleinen Mitte-rechts-Parteien (Noi con l’Italia) im Rahmen des größeren Mitte-rechts-Bündnisses von Forza Italia und Lega Nord an. Quagliariello gewann den Wahlkreis von L’Aquila in den Abruzzen und zog erneut in den Senat ein. Dort sitzt er nun wieder in der Forza-Italia-Fraktion.

## Werke (Auswahl)
- De Gaulle, Soveria Mannelli: Rubbettino, 2012
- La persona il popolo e la libertà. Per una nuova generazione di politici cristiani, Siena: Cantagalli, 2010
- Gaullisme, une classification impossible. Essai d'analyse comparée des droites française et italienne, Paris: L'Harmattan, 2009.
- La religion gaulliste, Paris, Perrin, 2007
- Gaetano Salvemini, Bologna: il Mulino, 2007
- Alla ricerca di una sana laicità. Libertà e centralità dell'uomo, Siena: Cantagalli, 2007
- La Francia da Chirac a Sarkozy cronache (2002–2007), Soveria Mannelli: Rubbettino, 2007
- Cattolici, pacifisti, teocon. Chiesa e politica in Italia dopo la caduta del Muro, Milano: Mondadori, 2006
- De Gaulle e il Gollismo, Bologna: il Mulino, 2003
- La legge elettorale del 1953, Bologna: il Mulino, 2003
- La politica senza partiti: Ostrogorski e l'organizzazione della politica tra Ottocento e Novecento, Bari: Laterza, 1993
- Storia della goliardia politica nel dopo-guerra: 1943–1968, Manduria: Lacaita, 1987
- Studenti e politica: dalla crisi della goliardia prefascista al primo congresso nazionale universitario (1925–1946), Manduria: Lacaita, 1987

- (Herausgeberschaft gemeinsam mit Giovanni Orsina), La crisi del sistema politico italiano e il Sessantotto, Soveria Mannelli, Rubbettino, 2005